# Егалије (Дром)
Егалије (фр. Eygaliers) насеље је и општина у источној Француској у региону Рона-Алпи, у департману Дром која припада префектури Нион.
По подацима из 2011. године у општини је живело 104 становника, а густина насељености је износила 13,0 становника/km². Општина се простире на површини од 8,00 km². Налази се на средњој надморској висини од 408 метара (максималној 1.160 m, а минималној 354 m).

## Демографија
| 1962. | 1968. | 1975. | 1982. | 1990. | 1999. | 2011. |
| ----- | ----- | ----- | ----- | ----- | ----- | ----- |
| 34    | 42    | 45    | 50    | 64    | 103   | 104   |

График промене броја становника у току последњих година